# Julien Sicot
Julien Sicot (Francia, 20 de marzo de 1978) es un nadador francés retirado especializado en pruebas de estilo libre, donde consiguió ser medallista de bronce mundial en 2007 en los 4 x 100 metros estilo libre.

## Carrera deportiva
En el Campeonato Mundial de Natación de 2007 celebrado en Melbourne ganó la medalla de bronce en los relevos de 4 x 100 metros estilo libre, con un tiempo de 3:14.68 segundos, tras Estados Unidos (oro con 3:12.72 segundos) e Italia (plata con 3:14.04 segundos).